# 花球枇杷螺
花球枇杷螺（学名：Ficus variegata）是枇杷螺科枇杷螺属的一种。

## 型態描述
螺殼長度 45 mm 至 120 mm。

## 分佈
本物種分佈於印度洋-西太平洋海域，西起阿拉伯半岛東部、中国大陆、台湾及日本，常栖于浅海砂泥上，水深大约有10至30米。

## 外部連結
- Hardy, Eddie. . Hardy's Internet Guide to Marine Gastropods.   [2011-02-22]. （原始内容存档于2020-06-28） （英语）.